# Vladimir Djatsjok
Vladimir Viktorovitsj Djatsjok (Russisch: Владимир Викторович Дячок) (Toljatti, 22 september 1980), is een voormalig professionele basketbalspeler die speelde voor verschillende teams in Rusland. Hij heeft de medaille gekregen van Meester in de sport van Rusland.

## Carrière
Djatsjok begon zijn profcarrière bij Universitet Soergoet in 1996. In 2005 verhuisde hij naar CSKA Moskou. Met CSKA werd Djatsjok één keer landskampioen van Rusland in 2006. Ook won Djatsjok één keer de beker van Rusland in 2006. De kroon op het werk kwam in 2006 toen Djatsjok met CSKA de EuroLeague Men won. In 2006 ging hij naar Chimki Oblast Moskou. Ook met deze club won Djatsjok één keer de beker van Rusland in 2008. Ook speelde hij in de finale van de ULEB Cup in 2009 tegen Lietuvos rytas Vilnius uit Litouwen en verloor deze met 80-74. In 2009 stapte hij over naar Jenisej Krasnojarsk. Na één seizoen ging hij naar Spartak Sint-Petersburg. Ook met deze club won Djatsjok één keer de beker van Rusland in 2011. In 2011 keerde hij terug naar de club waar hij ooit begon, Universitet-Joegra Soergoet. In 2014 stopte hij met basketbal.

## Erelijst
- Landskampioen Rusland: 1
  - Winnaar: 2006
  - Tweede: 2008
  - Derde: 2007
- Bekerwinnaar Rusland: 3
  - Winnaar: 2006, 2008, 2011
- EuroLeague Men: 1
  - Winnaar: 2006
- EuroCup Men:
  - Runner-up: 2009